# Sulawesischnäpper
Der Sulawesischnäpper (Muscicapa sodhii) ist eine Singvogelart aus der Familie der Fliegenschnäpper (Muscicapidae). Er ist auf der indonesischen Insel Sulawesi endemisch. Entdeckt wurde die Art im Juli 1997 von Ben F. King (1937–2024) und Philip Rostron im Nationalpark Lore Lindu auf Sulawesi. Die wissenschaftliche Erstbeschreibung erfolgte im Jahr 2014 basierend auf zwei Bälgen, die im Juni 2012 von einheimischen Jägern erworben wurden. Das Artepitheton bezieht sich auf den indischen Biologen Navjot S. Sodhi (1962–2011), der damit für seine bedeutenden Beiträge zur Naturschutzbiologie und Ornithologie in Südostasien geehrt wurde. Sodhi spielte eine führende Rolle bei der Erforschung der Auswirkungen von Lebensraumstörungen auf die biologische Vielfalt, insbesondere auf Vögel, in Südostasien.

## Merkmale
Der Sulawesischnäpper erreicht eine Körperlänge von 12 bis 14 cm und ein Gewicht von 12 bis 12,5 g. Die allgemeine Gefiederfärbung ist graubraun. Die Gesichtszeichnung ist undeutlich; es gibt keinen sichtbaren Augenring oder ausgeprägte Zügel. Die schmutzig-weiße Unterseite ist stark dunkel gestrichelt. Es gibt zwei weißliche Flügelbinden. Der Schnabel ist schwarz mit hell gelblich-cremefarbener Basis am Unterkiefer. Die Iris ist dunkelbraun. Die Beine und Füße sind bräunlich schwarz. Die Geschlechter ähneln sich. Die Jungvögel sind unbeschrieben.

## Ähnliche Arten
Der Sulawesischnäpper ist ein wenig auffälliger, kleiner Fliegenschnäpper mit kurzen Flügeln und einer kurzen Flügelspitze. Morphologisch ähnelt er dem Strichelschnäpper (M. griseisticta), dem Braunschnäpper (M. dauurica) und dem Rußschnäpper (M. sibirica). Jedoch zeigt M. sodhii an der Unterseite eine eher geringe Strichelung, ähnlich der von M. dauurica, während M. sibirica und M. griseisticta deutlich stärker gezeichnet sind. Darüber hinaus zeichnet sich M. sodhii durch spezifische Proportionen des Gefieders, einen relativ großen Schnabel sowie unterschiedliche Lautäußerungen aus. Molekulargenetische Analysen bestätigen zusätzlich die Unterscheidbarkeit dieser Art von den genannten Verwandten.

## Lautäußerungen
Der Gesang, beschrieben als eine eher betont temporeiche und scheinbar zufällige Verschmelzung verschiedener Töne in einer Strophe, die eine Sekunde bis mehrere Sekunden dauert, ähnlich wie beim Rußschnäpper (M. s. sibirica). Die Laute von M. sodhii sind jedoch etwas bis sehr viel höher, haben weniger Obertöne und liegen meist in einer engeren Frequenz (ca. 6 bis 10 kHz) als bei anderen Verwandten. Der Gesang besteht aus dünnen, sehr hohen Pfeiftönen, Zirpen, Zwitschern, Glissandi, Summtönen und Trillern von sehr unterschiedlicher und oft komplexer Form, die häufig stark moduliert sind. Das Lied weist vergleichsweise wenig Wiederholungen auf, auch wenn einzelne Elemente und Motive oft einige Male kurz hintereinander wiederholt werden oder ein Motiv innerhalb einer ansonsten stark abweichenden Strophe einige Sekunden später wiedergegeben wird.

## Verbreitung
Der Sulawesischnäpper kommt im äußersten Nordosten, im Südwesten und Südosten sowie in Zentral-Sulawesi vor. Eine unbestätigte Sichtung gibt es von der Küste der Insel Buton.

## Lebensraum
Der Sulawesischnäpper ist hauptsächlich in primären Tiefland- und submontanen immergrünen Laubwäldern zwischen 150 m und 1200 m zu finden. Gelegentliche Nachweise gibt es aus Höhenlagen von ca. 1700 m, aber auch von stärker gestörten Gebieten, einschließlich Sekundärwald und Kakaoplantagen mit zumindest einigen verbliebenen einheimischen Bäumen.

## Lebensweise
Die Lebensweise des Sulawesischnäppers ist nur wenig erforscht. Die Art ist vermutlich sesshaft, obwohl Wanderungen in höheren Lagen über 1200 m bekannt sind. Er ernährt sich wahrscheinlich ausschließlich von Insekten, einschließlich großer Libellen und Heuschrecken, darunter Laubheuschrecken, wobei bei der Analyse von Paratypen auch Samen und Käferflügel im Mageninhalt festgestellt wurden. Die Nahrungssuche findet auf allen Baumebenen bis zum Kronendach, aber anscheinend hauptsächlich in der mittleren Vegetationsschicht statt, wo er fliegende Insekten erbeutet, normalerweise allein, aber gelegentlich in gemischten Schwärmen mit anderen insektenfressenden Vögeln, insbesondere Dickköpfen (Pachycephala) und Brillenvögel (Zosterops).
Über das Fortpflanzungsverhalten ist sehr wenig bekannt, aber adulte Tiere, die sich um Jungvögel kümmern, wurden Ende September und Anfang Oktober in Zentral-Sulawesi beobachtet, was darauf schließen lässt, dass das Brüten in dieser Region mit dem Beginn des Monsuns zusammenfällt, während in Nord-Sulawesi ein Jungvogel im Mai fotografiert wurde.

## Status
Der Sulawesischnäpper ist nicht nach den Kriterien von IUCN/BirdLife International bewertet, da er dort als Unterart des Braunschnäppers (Muscicapa dauurica) betrachtet wird. In der Erstbeschreibung wird die Art als „nicht gefährdet“ (least concern) eingeschätzt.  Erstmals in der zweiten Julihälfte 1997 an drei Orten in Nord- und Südsulawesi beobachtet, darunter im Nationalpark Lore Lindu und im Nationalpark Bogani Nani Wartabone, wurde die Art erst 2014 nach gezielten Feldforschungen in den Jahren 2011 bis 2012 erstbeschrieben. Vor der Beschreibung war M. sodhii von insgesamt etwa 12 Fundorten (mehrere davon im Nationalpark Lore Lindu) und weniger als 20 Beobachtungen bekannt, von denen viele im Tiefland des Nationalparks Bantimurung-Bulusaraungs gemacht wurden. Diese relativ geringe Zahl von Beobachtungen spiegelt wahrscheinlich eher einen Mangel an Bekanntheit der Art als eine echte Seltenheit wider, obwohl sie an besser untersuchten Orten, z. B. im Nationalpark Lore Lindu, offenbar nur in geringer Dichte vorkommt. Die ausgedehnte Höhen- und Verbreitungsspanne sowie die Fähigkeit der Art, moderate Störungen ihres Habitattyps zu tolerieren, legen nahe, dass sie nicht akut durch Abholzung oder die Umwandlung von Lebensräumen bedroht ist. Diese Veränderungen treten sowohl im Tiefland von Sulawesi als auch zunehmend in den Hochlagen der Insel auf. Weitere Feldforschungen sind daher erforderlich, um die räumliche Verbreitung der Art auf Sulawesi genauer einzugrenzen.